# Моршевка
Моршевка — река в России, протекает в Моршанском районе Тамбовской области. Правый приток реки Цна.

## География
Река берёт начало близ села Маломоршевка у границы с Пензенской областью. Течёт на запад через смешанные леса. В низовьях на реке устроены каналы. Устье реки находится в 177 км по правому берегу реки Цна. Длина реки составляет 36 км. В 20 км от устья, по правому берегу реки впадает река Рысля.

## Данные водного реестра
По данным государственного водного реестра России относится к Окскому бассейновому округу, водохозяйственный участок реки — Цна от города Тамбов и до устья, речной подбассейн реки — Мокша. Речной бассейн реки — Ока.
Код объекта в государственном водном реестре — 09010200312110000029379.